# Od (Unix)
od là một chương trình kết xuất dữ liệu ra dưới dạng số bát phân trong các hệ điều hành Unix và tựa Unix. Nó cũng có thể kết xuất dữ liệu dưới dạng thập lục phân hoặc thập phân.
od là một trong những chương trình Unix xuất hiện sớm nhất, có trong phiên bản 1 AT&T Unix. Chương trình cũng được xếp trong chuẩn POSIX. Trong Linux, od được cung cấp trong gói tiện ích Coreutils.

## Ví dụ
Dưới đây ta dùng lệnh head kèm theo để hiển thị vài dòng đầu mã bát phân của một Chương trình "Hello world":
<syntaxhightlight lang="bash">
```
% od hello | head
0000000 042577 043114 000401 000001 000000 000000 000000 000000
0000020 000002 000003 000001 000000 101400 004004 000064 000000
0000040 003610 000000 000000 000000 000064 000040 000006 000050
0000060 000033 000030 000006 000000 000064 000000 100064 004004
0000100 100064 004004 000300 000000 000300 000000 000005 000000
0000120 000004 000000 000003 000000 000364 000000 100364 004004
0000140 100364 004004 000023 000000 000023 000000 000004 000000
0000160 000001 000000 000001 000000 000000 000000 100000 004004
0000200 100000 004004 002121 000000 002121 000000 000005 000000
0000220 010000 000000 000001 000000 002124 000000 112124 004004
```

</syntaxhightlight>
và sau đây là lệnh od dùng để xem đầu ra của lệnh echo (để chèn ký tự tab và ^C ta nhấn phím Ctrl+V+Ctrl+I và Ctrl+V+Ctrl+C sau khi gõ "Hello")
<syntaxhightlight lang="bash">
```
% echo "Hello ^C" | od -cb
0000000 H e l l o \t 003 \n
110 145 154 154 157 011 003 012
0000010
```

</syntaxhightlight>